# Jean Maes
Jean François Auguste Marie Emile Maes (Izegem, 12 juni 1873 - Schaarbeek, 18 maart 1957) was een Belgisch volksvertegenwoordiger en burgemeester.

## Levensloop
François-Augustin Maes (Izegem, 1851 - Merkem, 1900) was een zoon van lijnwaadfabrikant Jean-François Maes en van Amelia Vancampenhoudt. Hij trouwde met Emma Vandamme (1850) en ze kregen twee kinderen, de hier behandelde Jean-François en Marie-Louise (1875). Het gezin Maes-Vandamme was welvarend, leefde vooral van de inkomsten uit eigendommen en renten, en vestigde zich op een domein in Merkem dat voortaan het 'château Maes' werd genoemd.
François-Augustin Maes werd vermeld op de lijst van verkiesbaren voor de senaat vanaf 1892. In 1900 werd hij verkozen tot burgemeester van Merkem, een functie die hij maar enkele maanden uitoefende, ingevolge zijn dood datzelfde jaar.
Jean-François Maes volgde de humaniora aan het Sint-Barbaracollege in Gent en studeerde rechten aan de Katholieke Universiteit Leuven. Hij promoveerde tot doctor in de rechten (1899) en werd advocaat in Merkem, na zijn inschrijving bij de balie van Veurne.
In 1902 werd hij verkozen tot provincieraadslid voor het kanton Diksmuide. Hij bleef dit, tot hij in 1910 verkozen werd tot katholiek volksvertegenwoordiger voor het arrondissement Oostende-Diksmuide-Veurne, een mandaat dat hij uitoefende tot in 1919. Bij de eerste wetgevende verkiezingen na de oorlog werd hij niet meer herkozen.
In 1904 trouwde hij met Marthe-Jeanne Baesjou (Sint-Gillis, 1880 - Schaarbeek, 1951), met wie hij zes kinderen kreeg: Andrée (Merkem, 1907), Geneviève (Diksmuide, 1912), Marie-Thérèse (Chertsey, 1915), John-Albert (Chertsey, 1917), Eliane (Veurne, 1920) en Jacques (De Panne, 1922).
In 1911 werd hij lid van het Comité ter bescherming van de arbeiders en de voorzorgsinstellingen in het arrondissement Diksmuide, een coöperatieve voor arbeiderswoningen in de regio.
In datzelfde jaar werd hij verkozen tot gemeenteraadslid van Merkem.

## Oorlogstijd
In 1914 vluchtte het gezin Maes naar Engeland. Hij kwam terug naar het vasteland en stelde zich ten dienste van de Belgische regering in Le Havre. Hij werd voor verschillende taken ingezet, waarvoor hij zijn hoofdkwartier vestigde in Roesbrugge.
- In april 1915 werd hij benoemd tot voorzitter van het Officieel Comiteit der Vluchtelingen in niet-veroverd België.
- In 1916 richtte hij het Centraal Comité voor de Landbouwbelangen op.
- Ook nog in 1916 stichtte hij de Centrale Landbouwkredietkas.
- Op 1 september 1916 werd hij door de regering aangesteld als Commissaris-Generaal voor de Burgerlijke Bevoorrading in Onbezet België.
- In augustus en september 1916 werd hij rechter in het Tribunaal van Uitstel voor militiezaken en van de Beroepscommissie in De Panne.
- Hij werd ook voorzitter van het in 1917 gestichte Nationaal Verbond voor de Heropbeuring van de Landbouw in België.

## Na de oorlog
Na de oorlog vestigde zich het gezin in De Panne, nadien op de Markt in Diksmuide en nog later in Schaarbeek, met het herstelde 'Château Maes' als zomerverblijf.
Van 1920 tot 1925 was hij burgemeester van Merkem. Dat jaar werd hij benoemd tot arrondissementscommissaris voor Veurne-Diksmuide, een ambt dat hij bekleedde tot aan zijn pensioen in 1940.
Tijdens de Eerste Wereldoorlog hadden de eigendommen het zwaar te verduren gekregen, vooral dan in de Westhoek, waar de familie Maes veel bezittingen had. Vanaf de jaren 1920 legde Maes zich toe op het regelen van vergoedingen voor oorlogsschade, zowel voor zichzelf als voor zijn pachters en zette hij alles in het werk om gronden en huizen zo snel mogelijk te herstellen.
Hij was betrokken bij tal van initiatieven ten voordele van de wederopbouw van de streek, zoals
- de Samenwerkende Vennootschap voor Oorlogsschade "Herwording van Merkem";
- de Westvlaamsche Wederopbouwmaatschappij;
- de Goedkope Woning in Verwoest West-Vlaanderen.

Hij was ook nauw betrokken bij de belangen van de landbouwers in de streek en was dan ook actief als lid of voorzitter in:
- de Landbouwcomice van Diksmuide;
- diverse geitenbonden;
- de Belgische Boerenbond;
- de Nationale Landbouw- en Voedingscorporatie/Nationale Boerencorporatie;
- de Gewestelijke Landbouwkredietkas van het arrondissement Diksmuide.

Op industrieel gebied participeerde hij in het oprichten van een steenbakkerij in Merkem (met het oog op de wederopbouw) en in het opstarten van een suikerfabriek in Diksmuide.